# Кричевский, Григорий Григорьевич
Григо́рий Григо́рьевич Криче́вский (8 (21) марта 1910, Самара — 10 октября 1989, Москва) — советский библиограф, историк, кандидат исторических наук (1973).

## Биография
В 1926 году окончил среднюю школу в Москве, во время последнего учебного года на библиотечном спецкурсе получил квалификацию библиотекаря массовых библиотек Владел шестью иностранными языками.
В 1927—1928 годах работал библиотекарем московской школы № 70, в 1929 году — сотрудником Библиотечного коллектора редакционно-издательского отдела ВЦСПС, в 1930—1931 годах — сотрудником Московской областной библиотеки Московского отдела народного образования.
В печати Г. Г. Кричевский впервые выступил в 1929 году с небольшой заметкой.
В 1931 году перешёл на работу в библиотеку Коммунистической академии (в 1931—1934 годах — работал в секторе библиографии, в 1933—1934 годах — возглавлял справочную группу сектора, в 1933—1936 годах был сотрудником сектора истории). В 1936—1938 годах работал старшим библиографом кабинета истории народов СССР, в 1938—1941 — главным библиографом научного кабинета библиографического источниковедения и истории библиографии Всесоюзной книжной палаты. Вел занятия на Высших библиографических курсах и читал лекции на курсах при Государственной библиотеке СССР им. В. И. Ленина и Научной библиотеке МГУ.
В 1937 году начал заочную учёбу на историческом факультете МИФЛИ, которая была прервана Великой Отечественной войной, и возобновилась на историческом факультете МГУ в 1947 году. Окончить истфак и получить диплом удалось только в 1967 году. К этому времени Кричевский уже был доцентом на факультете.
В 1941—1944 годах служил военным переводчиком. В сентябре 1944 года его отозвали в распоряжение АН СССР и осенью 1945 года направили в Германию для вывоза Готской библиотеки. В 1945—1946 годах изучал состав и других немецких и австрийских библиотек для осуществления репараций.
В 1944—1989 годах работал в ФБОН (в дальнейшем ИНИОН), где руководил сектором справочно-библиографического обслуживания. Здесь Кричевский с сотрудниками создал справочно-библиографический фонд, включающий основные библиографические работы на русском языке и корпус важнейших источников иностранной библиографии
Был первым по времени ученым секретарем Секции книги Центрального Дома учёных АН СССР (с 1953).
В 1973 году защитил диссертацию на соискание учёной степени кандидата исторических наук по теме «Консервативно-либеральная коалиция в Германии в 1906—1909 г. (Бюловский блок)».
Член Комитета по библиографии и библиотековедению ЮНЕСКО (1968—1972), библиографической Комиссии совета по вопросам библиотечной работы при Министерстве культуры СССР (1972), терминологической комиссии «Библиография, термины и определения». Курировал собрание справочно-библиографического фонда ИНИОН РАН.
После смерти личная библиотека Кричевского была передана в ИНИОН и сгорела во время пожара 2015 года.

## Научная деятельность
Автор 40 работ, в том числе фундаментального библиографического указателя по университетскому образованию.
Внес существенный вклад в библиографирование диссертаций, библиографических пособий, официальных изданий, в разработку и внедрение понятийно-терминологического аппарата библиографоведения.
Первым в истории российской и советской историографии начал комплексно собирать информацию по истории защит диссертаций в дореволюционной России. Более 40 лет составлял фундаментальную работу по теме (полностью при жизни опубликована не была; вышла только одна статья), изучив для этой цели 217 журналов, 68 газет и отчеты и протоколы заседаний университетских диссертационных советов. В работе дано описание свыше тысячи докторских и около двух тысяч магистерских диссертаций, защищенных в восьми университетах России. Подготовленные Кричевским данные в ходе нескольких переизданий были опубликованы исследователем А. Н. Якушевым, позволив в дальнейшем «сделать первые обобщения и статистические срезы тематического, дисциплинарного, регионального, возрастного характера».
Автор-составитель монографии «Общие библиографии зарубежных стран», ряда историко-библиографических работ, посвященных деятелям библиографии, в том числе К. Р. Симону, редактор ряда библиографических справочников по иностранной литературе. Составлял статьи о зарубежной библиографии для третьего издания Большой советской энциклопедии и энциклопедического словаря «Книговедение».
Отдельные историографические и источниковедческие труды посвящены исследованию Бюловского блока в Германии.
Участвовал в разработке понятийного аппарата по библиографоведению, в том числе государственных стандартов. Читал курс лекций по истории библиографии на историческом факультете МГУ. Первым разработал и предложил программы научных исследований в области истории русской диссертации и правового обеспечения испытаний на ученые степени в Российской империи.
Автор статей «Бестермен Теодор Натаниель», «Библиографические журналы», «Библиографические пособия», «Библиография библиографии», «Биобиблиография» и раздела «Библиография в странах Европы и в США» статьи «Библиография» в третьем издании Большой советской энциклопедии.

## Основные работы
- Кричевский Г. Г. Библиография диссертаций (Опыт обзора и план дальнейших работ в этой области). — [Б. м.]: [Б. и.], [1948]. — 33 с. (Оттиск из: Труды БАН СССР. — 1948. — Т. 1. — С. 79—111.)
- Кричевский Г. Г. Библиографии официальных изданий зарубежных стран. — [Б. м.]: [Б. и.], [1955]. — 39 с. (Оттиск из: Труды БАН СССР. — 1955. — Т. 2. — С. 152—191.)
- Кричевский Г. Г. Общие библиографии зарубежных стран. — М.: Изд-во ВКП, 1962. — 291 с.
- Кричевский Г. Г. Современное состояние и тенденции мировой библиографии // Доклады. Международный конгресс по научной информации. Москва, 16—18 сентября 1968 г. Т. 2. — М.: [Б. и.], 1969. — 15 с. — С. 529—543.

«Магистерские и докторские диссертации»
- Кричевский Г. Г. Магистерские и докторские диссертации, защищенные на юридическом факультете Московского университета (1755—1918). Библиографический указатель. — М.: [Б. и.], 1998. — 47 с.
- Кричевский Г. Г. Магистерские и докторские диссертации, защищенные на юридическом факультете Санкт-Петербургского (Петроградского) университета (1819—1918). Библиографический указатель. — М.: [Б. и.], 1998. — 41 с.
- Кричевский Г. Г. Магистерские и докторские диссертации, защищенные на юридических факультетах Киевского, Новороссийского, Варшавского и Томского университетов (1833—1918). Библиографический указатель. — М.: [Б. и.], 1998. — 39 с.
- Кричевский Г. Г. Магистерские и докторские диссертации, защищенные на юридических факультетах Казанского и Харьковского университетов (1804—1918). Библиографический указатель. — М.: [Б. и.], 1998. — 37 с.
- Кричевский Г. Г. Магистерские и докторские диссертации, защищенные на юридических факультетах университетов Российской империи (1755—1918). Библиографический указатель. Сост., предисл. и науч. ред. А. Н. Якушева. — Ставрополь: «Сан-Сан», 1998. — 202 с.
- Кричевский Г. Г. Магистерские и докторские диссертации, защищенные на юридических факультетах университетов Российской империи (1755—1918). Справочное пособие. Сост., предисл. и науч. ред. А. Н. Якушева. 3-е изд. испр. и доп. — Ставрополь: «Ставропольсервисшкола», 2004. — 226 с.
- Кричевский Г. Г. Магистерские и докторские диссертации, защищенные на историко-филологических факультетах университетов Российской империи (1755—1918). Библиографический указатель. Сост., предисл. и науч. ред. А. Н. Якушева. — Ставрополь: «Сан-Сан», 1999. — 222 с.
- Кричевский Г. Г. Магистерские и докторские диссертации, защищенные на историко-филологических факультетах университетов Российской империи (1755—1918). Справочное пособие. Сост., предисл. и науч. ред. А. Н. Якушева. 3-е изд., испр. и доп. — Ставрополь: «Ставропольсервисшкола», 2004. — 320 с.
- Кричевский Г. Г. Магистерские и докторские диссертации, защищенные на физико-математических факультетах университетов Российской империи (1755—1918). Библиографический указатель. Сост., предисл. и науч. ред. А. Н. Якушева. — Ставрополь: «Сан-Сан», 2000. — 318 с.
- Кричевский Г. Г. Магистерские и докторские диссертации, защищенные на физико-математических факультетах университетов Российской империи (1755—1918). Библиографический указатель. Сост., предисл. и науч. ред. А. Н. Якушева. 2-е изд., испр. и доп. — Невинномысск: Изд-во НГГТИ, 2002. — 369 с.
- Кричевский Г. Г. Магистерские и докторские диссертации, защищенные на физико-математических факультетах университетов Российской империи (1755—1918). Справочное пособие. Сост., предисл. и науч. ред. А. Н. Якушева. 3-е изд., испр. и доп. — Ставрополь: «Ставропольсервисшкола», 2004. — 437 с.

### Редакторская работа
- Университетское образование в СССР и за рубежом. Вып. 1. Библиографический указатель русской и иностранной литературы за 1950—1960 гг. Сост. З. К. Кузнецова и др. Под ред. Г. Г. Кричевского и Э. А. Нерсесовой. — М.: Изд-во МГУ, 1966. — 645 с.
- Список неопубликованных библиографических работ в библиотеках и информационных центрах СССР за 1978 год. Сост. М. Б. Исакович. Ред. Г. Г. Кричевский. — М.: Изд-во ИНИОН, 1979. — 30 с.
- Список неопубликованных библиографических работ в библиотеках и информационных центрах СССР за 1979 год. Сост. М. Б. Исакович. Ред. Г. Г. Кричевский. — М.: Изд-во ИНИОН, 1980. — 35 с.
- Список неопубликованных библиографических работ в библиотеках и информационных центрах СССР за 1980 год. Сост. М. Б. Исакович. Ред. Г. Г. Кричевский. — М.: Изд-во ИНИОН, 1981. — 31 с.
- Список неопубликованных библиографических работ в библиотеках и информационных центрах СССР за 1981 год. Сост. М. Б. Исакович. Ред. Г. Г. Кричевский. — М.: Изд-во ИНИОН, 1982. — 30 с.
- Список неопубликованных библиографических работ в библиотеках и информационных центрах СССР за 1982 год. Сост. М. Б. Исакович. Ред. Г. Г. Кричевский. — М.: Изд-во ИНИОН, 1983. — 30 с.
- Список неопубликованных библиографических работ в библиотеках и информационных центрах СССР за 1983 год. Сост. М. Б. Исакович. Ред. Г. Г. Кричевский. — М.: Изд-во ИНИОН, 1984. — 32 с.
- Список неопубликованных библиографических работ в библиотеках и информационных центрах СССР за 1984 год. Сост. М. Б. Исакович. Ред. Г. Г. Кричевский. — М.: Изд-во ИНИОН, 1985. — 39 с.
- Список неопубликованных библиографических работ в библиотеках и информационных центрах СССР за 1985 год. Сост. М. Б. Исакович. Ред. Г. Г. Кричевский. — М.: Изд-во ИНИОН, 1986. — 23 с.
- Список неопубликованных библиографических работ в библиотеках и информационных центрах СССР за 1986 год. Сост. М. Б. Исакович. Ред. Г. Г. Кричевский. — М.: Изд-во ИНИОН, 1987. — 28 с.
- Список неопубликованных библиографических работ в библиотеках и информационных центрах СССР за 1987 год. Сост. М. Б. Исакович. Ред. Г. Г. Кричевский. — М.: Изд-во ИНИОН, 1988. — 38 с.
- Список неопубликованных библиографических работ в библиотеках и информационных центрах СССР за 1988 год. Сост. М. Б. Исакович. Ред. Г. Г. Кричевский. — М.: Изд-во ИНИОН, 1989. — 31 с.